# Hans Wiegandt
Hans Wiegandt (* 8. April 1915 in Berlin; † 19. November 2013 in Weimar) war ein deutscher Maler, Grafiker und Illustrator und Hochschullehrer in der DDR.

## Leben und Werk
Wiegandt studierte bis 1939 an der Staatlichen Hochschule für Kunsterziehung in Berlin und an der Kunstakademie Königsberg. Nach dem Examen wollte er als Kunsterzieher in einer Schule arbeiten. Er wurde jedoch zur Wehrmacht eingezogen und nahm von 1939 bis 1945 am Zweiten Weltkrieg teil. Nach der Rückkehr aus der Kriegsgefangenschaft arbeitete er ab 1946 in Gotha als Traktorist. Daneben betätigte er sich künstlerisch und konnte schon Bilder ausstellen, wodurch er Kontakt zu anderen Künstlern erhielt. Als ihm in Weimar eine Stelle als Grafiker angeboten wurde, war diese dann jedoch schon besetzt. Wiegandt schlug sich daraufhin in Weimar als Museumspraktikant durch, bis er eine Dozentenstelle an der Erfurter Fachschule für angewandte Kunst (ab 1955 Teil der Pädagogischen Hochschule Erfurt/Mühlhausen) erhielt. Dort hatte er bis 1980 eine Professur inne. Daneben betätigte er sich weiter als Maler, Zeichner und Grafiker. Seit den 1950er Jahren fertigte Wiegandt viele Buchillustrationen, insbesondere mehr als siebzig Titel für die populäre Reihe „Knabes Jugendbücherei“ des Knabe Verlags Weimar und weiter für die „Kleine Jugendreihe“ des Postreiter-Verlags in Halle. 1969 schuf er einen Zyklus von Lithografien „Dr. Theodor Neubauer“. Nach der Emeritierung betätigte er sich als freischaffender Künstler. Er war Mitglied des Verbands Bildender Künstler der DDR und leitete mehrere Jahre dessen Bezirksverband Erfurt. 1987 erhielt er die Hans-Grundig-Medaille des Verbands.
Nachdem seine Frau verstorben war, lebte Wiegandt in einem Weimarer Altenheim für ehemalige Kulturschaffende.
Wiegandts Tochter Petra Wiegandt (* 1948) ist ebenfalls freischaffende Grafikerin und Illustratorin.

## Ausstellungen

### Personalausstellungen
- 1986: Weimar, Galerie im Cranach-Haus (mit Ernst Ebert)
- 2008: Weimar, Stadtbücherei

### Ausstellungsbeteiligungen
- 1967/1968: Dresden, VI. Deutsche Kunstausstellung
- 1970: Berlin, Altes Museum („Im Geiste Lenins“)
- 1971: Berlin, Altes Museum („Das Antlitz der Arbeiterklasse in der bildenden Kunst der DDR“)
- 1974: Weimar, Galerie im Schloss („Kunst für uns“)
- 1975, 1979 und 1984: Erfurt, Bezirkskunstausstellungen